# 北野裕子
北野 裕子（きたの ゆうこ、1985年9月19日 - ）は、日本の政治家。参政党所属の衆議院議員（1期）、参政党衆議院国会対策副委員長。

## 経歴
京都府京都市出身。京都明徳高等学校商業科卒業、京都光華女子大学中退。
携帯電話販売会社、夫が経営するイベント会社に勤務。
2020年に夫の実家がある滋賀県守山市に移住する。
2024年10月27日投開票の第50回衆議院議員総選挙に参政党公認で滋賀第3区から立候補した結果、小選挙区では自由民主党の武村展英、日本維新の会の出路真吾に次ぐ3位に終わったものの、重複立候補していた比例近畿ブロックにて参政党は1議席を獲得、同ブロック名簿順位1位の3人のうち、トップの惜敗率（28.018%）を記録した北野が、初当選を果たした。2025年現在は、 衆議院環境委員会委員、参政党ボードメンバーを務めている。
2025年8月1日に参政党衆議院国会対策副委員長に就任した。

## 人物
- 夫は守山市議会議員の北野裕也。子は2男[3]。

## 選挙歴
| 当落 | 選挙                   | 執行日         | 選挙区      | 政党   | 得票数    | 得票率 | 定数 | 得票順位 /候補者数 | 政党内比例順位 /政党当選者数 |
| ---- | ---------------------- | -------------- | ----------- | ------ | --------- | ------ | ---- | ------------------ | ---------------------------- |
| 比当 | 第50回衆議院議員総選挙 | 2024年10月27日 | 滋賀県第3区 | 参政党 | 2万6862票 | 12.62% | 1    | 3/4                | 1/1                          |